# Ромашов, Борис Сергеевич
Бори́с Серге́евич Ромашо́в (18 (30) июня 1895, Санкт-Петербург — 6 мая 1958, Москва) — советский драматург, литературный критик, лауреат Сталинской премии первой степени. Заслуженный деятель искусств РСФСР (1949).

## Биография
Борис Ромашов родился в Санкт-Петербурге в семье актёров. С 1916 года выступал на сцене, в 1922 году переехал в Москву, где занялся журналистикой и начал писать пьесы. Учился в Московском университете. Автор статей о театре и драматургии.
Начинал как актёр и режиссёр, а первую серьёзную драму «Федька-есаул» написал в 1924 году.
Борис Ромашов сыграл большую роль в формировании советской сатирической драматургии. Его комедии «Воздушный пирог» (1925) и «Конец Криворыльска» (1926) написаны в духе советской идеологии и обличают мещан. Драма «Огненный мост» (1929) рассказывает о судьбах интеллигенции в революции.
В 1948 году получил Сталинскую премию первой степени за пьесу «Великая сила». В 1949 году ему присвоили звание Заслуженного деятеля искусств РСФСР. Был профессором Литературного института, во многом его усилиями в Литературном институте был создан факультет драматургии.
Как вспоминала М. Строева, в конце 1940-х и начале 1950-х была создана «специальная бригада „бойцов“ в составе А. Сурова, В. Залесского и Б. Ромашова, чтобы производить расчистку студенческих умов от „вредоносного“ влияния бывшей профессуры».

Мемориальная доска Ромашову в Москве (Н. Кисловский пер., д. 8/2, стр. 2)

Умер 6 мая 1958 года. Похоронен в Москве на Новодевичьем кладбище (участок № 5).

## Творчество
- «Федька-есаул». М., 1924,; М., 1927 — о гражданской войне
- «Воздушный пирог» М.,1925 — о мошенниках времён нэпа
- Его спасает небо. (кинокомедия) М., 1925
- «Конец Криворыльска» (1927)
- «Огненный мост» (1930) главный герой — идеализированный партиец, руководящий заводом (пьеса экранизирована в 1976 г.)
- «Смена героев» (1933)
- «Бойцы» (1934)
- Пьесы. М., Гослитиздат, 1935
- «Родной дом» (1938)
- Со всяким может случиться, комедия. (1941)
- «Звёзды не могут погаснуть» (1942)
- «Знатная фамилия» (1944)
- «Великая сила» (1947) (экранизирована)
- Пьесы. М., Искусство, 1948
- Пьесы. М., Советский писатель, 1951
- «Драматург и театр». М., Искусство, 1953
- Пьесы. М., Советский писатель, 1954
- «Звезды не могут погаснуть». Из неизданного. М., Искусство, 1966

## Награды и премии
- орден Трудового Красного Знамени (30.06.1955)
- орден Красной Звезды
- орден «Знак Почёта» (31.01.1939)
- Заслуженный деятель искусств РСФСР (26.10.1949)
- Сталинская премия первой степени (1948) — за пьесу «Великая сила» (1947)[6]